# Oncideres gutturator
Oncideres gutturator là một loài bọ cánh cứng trong họ Cerambycidae.